# 霍蘭鎮區 (伊利諾伊州謝爾比縣)
霍蘭鎮區（英語：Holland Township）是位於美國伊利諾伊州謝爾比縣的一個行政鎮區。

## 地方資料
根據2010年美國人口普查的數據，霍蘭鎮區的面積為69.90平方千米，當中陸地面積為69.90平方千米，而水域面積為0.00平方千米。當地共有人口408人，而人口密度為每平方千米5.84人。